# Priverno, Lazio
Priverno är en stad och kommun i provinsen Latina i den italienska regionen Lazio. Staden har anor från antikens Privernum. Bland stadens sevärdheter återfinns katedralen Santa Maria Annunziata, som hyser den helige Thomas av Aquinos huvudrelik.
I kyrkan San Giovanni Evangelista finns fresker med scener ur den heliga Katarina av Alexandrias liv.

## Frazioni
Priverno består av tjugoen frazioni: Boschetto, Casale (Macale'), Case Alloggio Ferrovieri, Ceriara, Colle Rotondo, Colle San Pietro, Colle Sughereto, Caciara, Fascia, Fornillo, Fossanova, Gricilli, Le Crete, Mezzagosto, Montalcide, Osteria dei Pignatari, Perazzette, Pruneto, San Martino, Stazione Fossanova och Stradone Grotte.

## Bilder
| - Katedralen Santa Maria Annunziata. |